# 呼吸不全
呼吸不全（こきゅうふぜん、英: Respiratory failure）は、「動脈血ガスが異常な値を示し、それがために生体が正常な機能を営みえない状態」と定義される。具体的には「室内気吸入時の動脈血酸素分圧（PaO2）が60Torr以下となる呼吸器系の機能障害、またはそれに相当する異常状態」を指し、これを呼吸不全と診断する（厚生省特定疾患「呼吸不全」調査研究班昭和56年度報告書）。準呼吸不全はPaO2が60Torrを超え、70Torr以下をいう。

## 概要
呼吸不全は呼吸器系によるガス交換が不十分、つまり動脈血中の酸素、二酸化炭素、またはその両方を正常レベルに保つことができないために起こる。血液中の酸素濃度が低下することを低酸素血症といい、動脈血中の二酸化炭素濃度が上昇することを高炭酸ガス血症という。呼吸不全は急性または慢性に分類される。
また、呼吸不全は動脈血炭酸ガス分圧（PaCO2）の程度により、下記に分類される。
I型呼吸不全………PaCO2が45mmHg以下
II型呼吸不全…… PaCO2が45mmHgを超えるもの
ちなみに、典型的な動脈血中の分圧基準値は、動脈血酸素分圧（PaO2）が80mmHg（11kPa）以上、動脈血二酸化炭素分圧（PaCO2）が45mmHg（6.0kPa）未満である。近年、さらにIII型とIⅤ型を追加して4病型とする考え方もある。呼吸不全の症状には、頻呼吸、呼吸努力の増加、脳の虚血による意識レベルの低下が含まれる。診断には血液ガス分析が用いられ、カプノグラフィーやパルスオキシメトリー、X線撮影や超音波検査も有用である。原因は呼吸に直接的、間接的に影響を及ぼすあらゆる疾患や薬物が考えられる。例えば、脳卒中、肺炎、慢性閉塞性肺疾患、心不全、オピオイド過剰摂取などである。呼吸不全は悪化すれば、呼吸停止や心停止などのさらに重篤な病態に進展する。治療は酸素吸入、非侵襲的換気、人工呼吸などが挙げられるが、原因疾患の治療が必要であり、予後は原因疾患に左右される。

## 原因
さまざまな種類の疾患が呼吸不全を引き起こす可能性がある：
- 異物や腫瘤による気道の物理的な閉塞、薬物や胸郭の変化による呼吸量の低下など、肺への空気の出入りが減少している状態[3]。
- 肺への血液供給が障害される状態。これには、肺塞栓症や右心不全や一部の心筋梗塞など、右心拍出量を低下させる疾患が含まれる。
- 血液と肺内の空気の間で酸素と二酸化炭素を交換する能力が肺組織で阻害されている状態。肺組織を損傷する可能性のある病気はすべてこのカテゴリーに入る。最も一般的な原因は感染症、間質性肺炎、肺水腫である。

## 病型
呼吸不全は、一般に2つの病型（1型と2型）に分類されるが、近年、4つの病型（さらに3型と4型を追加）に分類する考え方もある。以下は、4つのタイプの呼吸不全の概要、その特徴、およびそれぞれの主な原因を示した表である。

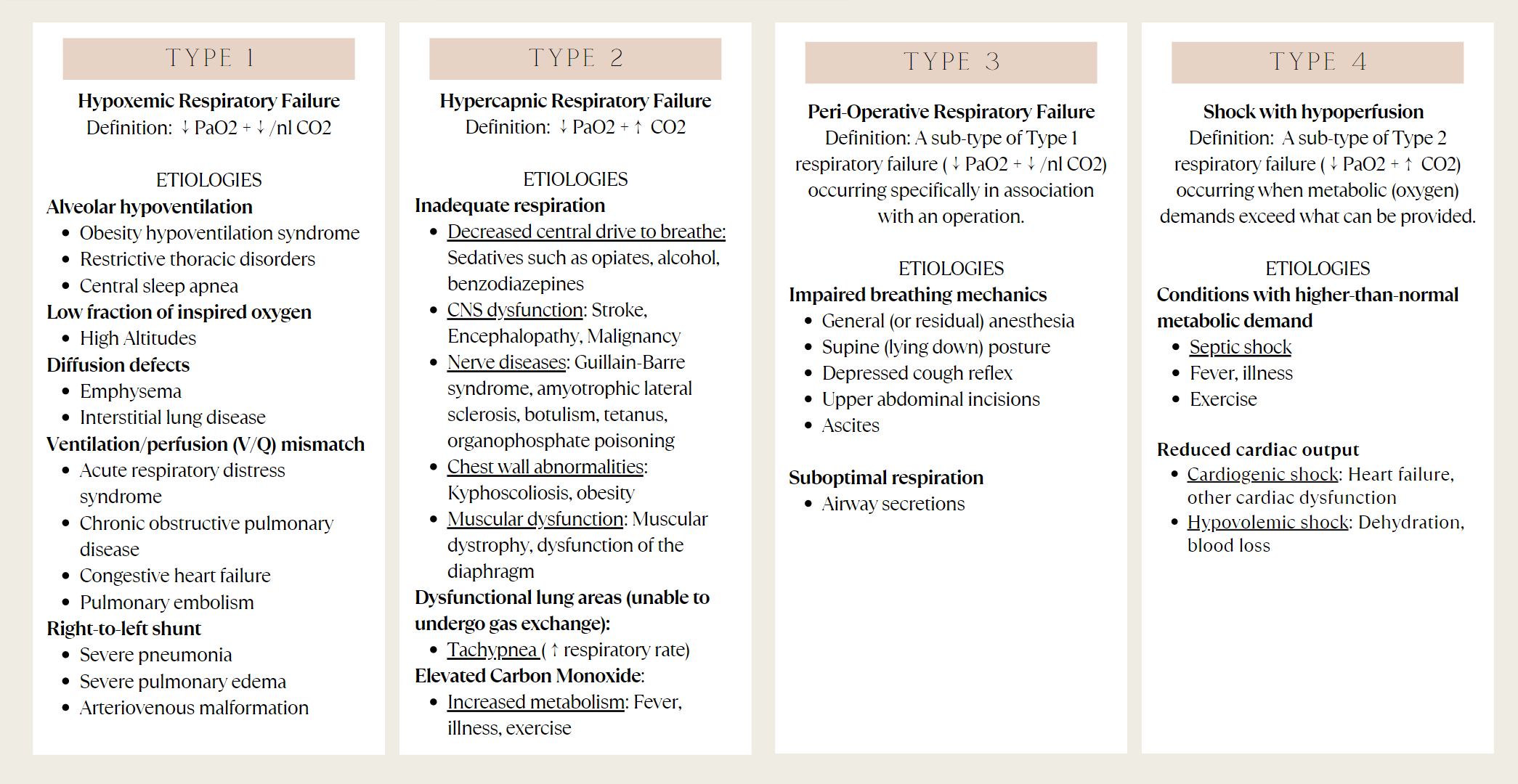

### 1型
1型呼吸不全は、血中酸素濃度（PaO2）が60mmHg未満（低酸素血症）で、血中二酸化炭素濃度（PaCO2）が正常または低値であることを特徴とする。
1型呼吸不全の基本的病態は、以下のような酸素化障害である：
| PaO2   | 低下 (< 60 mmHg (8.0 kPa))    |
| PaCO2  | 正常未満 (<45 mmHg (6.0 kPa)) |
| PA-aO2 | 増大                          | 動脈血酸素分圧: PaO2、動脈血二酸化炭素分圧: PaCO2、肺胞気動脈血酸素分圧較差: PA-aO2
1型呼吸不全は、ヘモグロビンの酸素化に影響を及ぼす、又は血液中の酸素濃度が通常より低くなるような状況によって引き起こされる。これには以下が含まれる：
- 低酸素濃度環境（高地など）[3]。
- 換気血流不均衡（英語版）（肺の一部は酸素を受け取るが、それを吸収する血液が十分でない。例えば、肺塞栓症、急性呼吸窮迫症候群（ARDS）、慢性閉塞性肺疾患、うっ血性心不全など）[3]。
- 肺胞低換気（急性神経筋疾患（英語版）など、呼吸筋活動の低下による分時換気量（英語版）減少）。重症であれば2型呼吸不全も起こり得る。
- 拡散障害（肺炎やARDSなど、肺実質障害のために酸素が毛細血管に入らない）。
- 右左シャント（英語版）（酸素を含む血液と静脈系からの酸素を含まない血液が混じる。例：動静脈奇形、完全無気肺、重症肺炎、重症肺水腫）。

### 2型
低酸素血症（PaO2＜8kPaまたは正常値）で、高炭酸ガス血症（PaCO2＞45mmHg）を伴う。
2型呼吸不全の基本的な血液ガス分析結果は次のようなものである：
| PaO2   | 低下 (< 60 mmHg (8.0 kPa))又は正常 |
| PaCO2  | 上昇 (> 45 mmHg (6.0 kPa))         |
| PA-aO2 | 正常                               |
| pH     | <7.35                              |
2型呼吸不全は肺胞換気の不全によって引き起こされ、酸素と二酸化炭素の両方が影響を受ける。体内で発生した二酸化炭素（PaCO2）が排出されずに蓄積した状態と定義される。根本的な原因は以下の通りである。
- 気道抵抗の増大（慢性閉塞性肺疾患、喘息、気道閉塞）
- 呼吸努力の低下（薬物の影響、脳幹病変、極度の肥満）
- ガス交換に利用できる肺の面積の減少（慢性気管支炎など）
- 神経筋障害（ギラン・バレー症候群[5]、筋萎縮性側索硬化症）
- 胸郭の変形（脊柱後側弯症（英語版））、硬直（強直性脊椎炎）、フレイルチェスト[5]。

### 3型
3型呼吸不全は1型呼吸不全の一種であり、動脈血酸素分圧は低下し（低酸素血症）、と動脈血二酸化炭素分圧は正常または低下するが、その有病率の高さから独自のカテゴリーが与えられている。3型呼吸不全はしばしば周術期呼吸不全と呼ばれるが、これは1型呼吸不全が特に手術、処置に関連することで区別されるためである。 
3型呼吸不全の病態生理にはしばしば無気肺が含まれるが、これはガス交換が可能な肺の機能単位の虚脱を表す用語である。無気肺は周術期によく起こるので、この病型は周術期呼吸不全とも呼ばれる。全身麻酔後、機能的残気量が低下すると、呼吸の実働を担っている肺領域の虚脱が起こる。

### 4型
4型呼吸不全は、代謝（酸素）要求が心肺系が供給できる量を上回った場合に起こる。心原性ショックや循環血液量減少性ショックなどのショック状態にある患者のように、呼吸筋の低灌流から生じることが多い。ショック状態の患者はしばしば、肺水腫による呼吸困難を呈する（心原性ショックなど）。乳酸アシドーシスと貧血も4型呼吸不全を引き起こすことがあるが、1型と2型が最も広く受け入れられている。

## 理学所見
呼吸不全患者にしばしばみられる身体診察所見には、酸素化障害（血中酸素濃度の低下）を示す所見がある。これには以下が含まれるが、これらに限定されない。
- 呼吸補助筋の使用、またはその他の呼吸困難の徴候[9]。
- 意識レベルの変化（英語版）（錯乱、嗜眠など）[9]。
- ばち指[9]（右画像参照）。
- 末梢チアノーゼ（例：粘膜や手指・足指の青みがかった色）[10]。
- 頻呼吸（英語版）[9]（呼吸速度が速くなる）。
- 結膜の蒼白化[9]。

呼吸不全の患者は、呼吸不全の根本原因に関連する他の徴候や症状を示すことが多い。例えば、呼吸不全の原因が心原性ショック（心臓機能障害による灌流低下）であれば、心臓機能障害の症状（例えば、圧痕浮腫）も予想される。

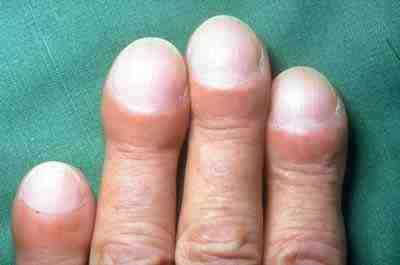
ばち指（Clubbing）

## 診断
動脈血液ガス分析（Arterial Blood Gas: ABG）は、呼吸不全の診断を確定するためのゴールド・スタンダード診断検査と考えられている。 これは、ABGを用いて血中酸素濃度（PaO2）を測定することができ、呼吸不全（すべてのタイプ）は血中酸素濃度の低下を特徴とするからである。
代替診断法または補助診断法には、以下のようなものがある。 
- カプノメトリー：呼気中の二酸化炭素量を測定する[3]。
- パルスオキシメトリー：ヘモグロビンが酸素で飽和している割合（SpO2）を測定する[3]。

画像診断（超音波検査、X線検査など）は、診断の補助に使用される。例えば、呼吸不全の病因を特定するために使用される。 

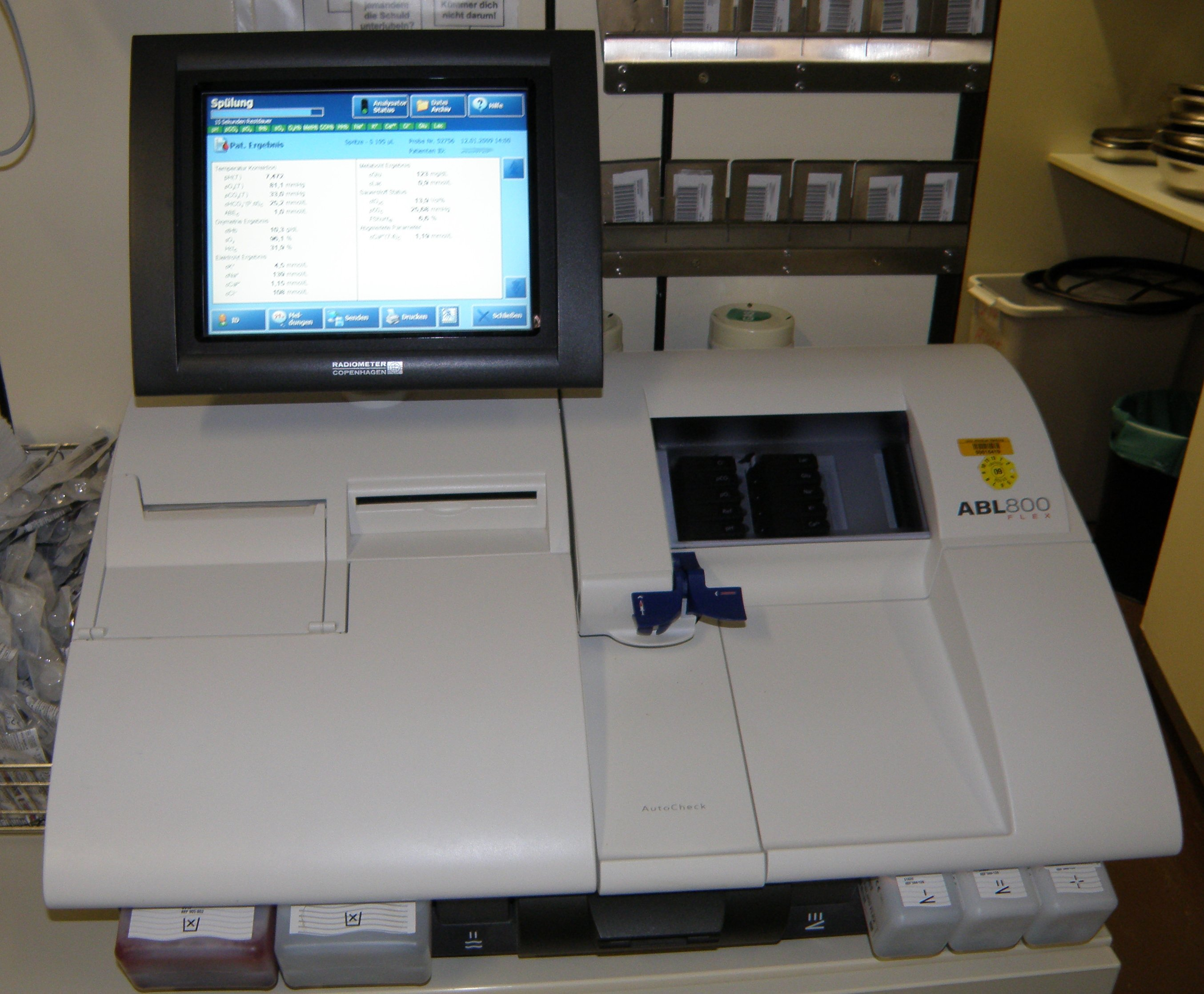
血液ガス分析装置

## 治療

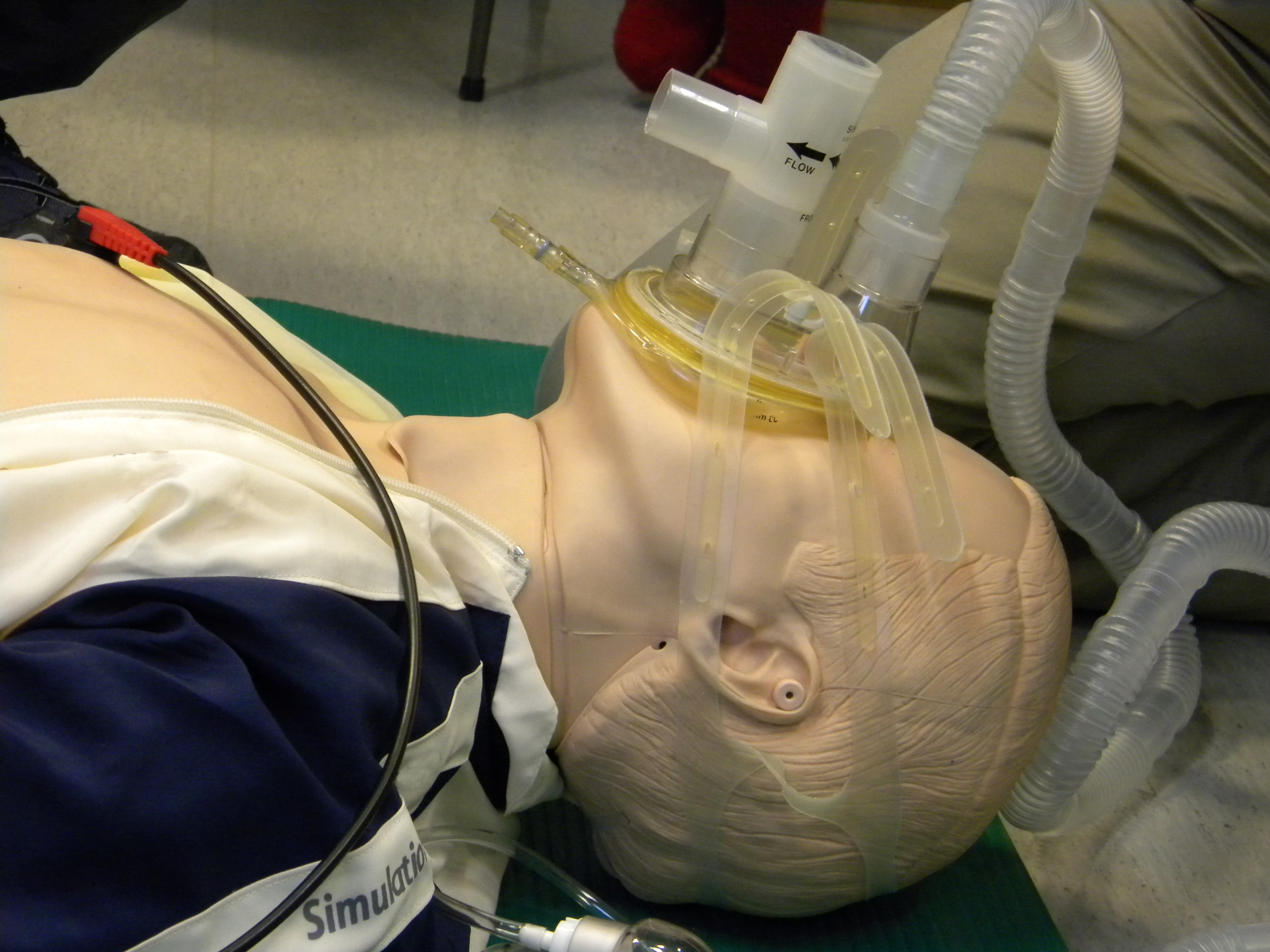
CPAP用のマスクを装着されたマネキン

可能であれば、根本的な原因の治療が必要である。急性呼吸不全の治療には、気管支拡張薬（気道疾患に対して）、抗生物質（感染症に対して）、グルココルチコイド（多くの原因に対して）、利尿薬（肺水腫に対して）などの薬物療法が行われる。オピオイドの過量投与による呼吸不全は、拮抗薬のナロキソンで治療できる。一方、ベンゾジアゼピン過剰摂取では、その拮抗薬であるフルマゼニルが有効でないことがほとんどである。呼吸不全の症例によっては、呼吸療法/呼吸理学療法が有効であることがある。
1型呼吸不全は、適切な酸素飽和度を達成するために酸素療法を必要とすることがある。十分な酸素化が得られなかった場合、高流量鼻カニュラ酸素療法、持続陽圧呼吸療法（CPAP）が試みられ、（重症の場合は）気管挿管および人工呼吸などの他の方法が適応となることがある。
2型呼吸不全では、内科的治療で状況が改善しない限り、非侵襲的換気（NIV）が必要となることが多い。機械換気が直ちに、またはNIVがうまくいかない場合は適応となることがある。ドキサプラムなどの呼吸刺激薬は、現在ではほとんど使用されていない。
病院到着前に呼吸不全が確認された患者では、病院に搬送される前にCPAPを開始することが有用であるという暫定的なエビデンスがある。

## 予後
予後は非常に多様であり、病因と適切な治療および管理の有無に左右される。急性呼吸不全の入院症例3例のうち1例は致死的である。